# Chorzelów
Chorzelów is een dorp in de Poolse woiwodschap Subkarpaten. De plaats maakt deel uit van de gemeente Mielec en telt 2728 inwoners.

## Verkeer en vervoer
- Station Chorzelów